# Campione!
Campione! (яп. カンピオーネ! Кампио:нэ!) — серия ранобэ Дзё Такэцуки. На основе романов была создана манга, выходящая в журнале Super Dash & Go! издательства Shueisha, и 13-серийный аниме-сериал, созданный студией Diomedéa и транслировавшийся в Японии с июля по сентябрь в 2012 году.

## Сюжет
Главный герой, простой японский школьник по имени Годо Кусанаги, отправился в Италию, чтобы вернуть каменную табличку, которую когда-то забрал его дед, её бывшей владелице. По прибытии на него нападает местная девушка Эрика Бланделли, и Годо оказывается вовлечен в битву между магами и падшими богами. Каменная табличка оказывается древним гримуаром с запечатанной божественной силой. Так Годо становится седьмым «кампионом» (от итал. Campione — «чемпион») — смертным, наделённым силой убивать богов. Эрика становится его верным рыцарем и заявляет, что сердце парня принадлежит ей. Годо предстоит сражаться с богами и магами, а к нему в союзники вскоре примкнут другие девушки-волшебницы, которые тоже станут претендовать на сердце главного героя.

## Персонажи
Годо Кусанаги (яп. 草薙 護堂 Кусанаги Годо:) — главный герой истории. В начале ему всего 15 лет. Раньше играл в бейсбол, но получил серьёзную травму плеча и вынужден был прекратить заниматься спортом. Его дед путешествовал по миру и собирал старинные вещи. Среди них оказался и гримуар, ради возвращения которого владелице Годо отправился в Сардинию в Италии. Там он оказался втянут в битву между магами и богами. Годо убивает персидского бога победы Веретрагна и получает его силу — 10 воплощений: быка, овна, верблюда, белого жеребца, козы, кабана, жертвенной птицы, ветра, юноши и воина. Каждое воплощение даёт Годо супер-возможности. Однако он может использовать их на короткое время, не чаще одного раза в сутки и при выполнении определённых условий (например, чтобы использовать силу воплощения верблюда, Годо должен быть ранен). Кроме того, от Веретрагна ему достался золотой меч, способный пробивать любой барьер и убивать богов. Однако для его активации нужно много знать о боге-противнике. Нужную информацию Годо получает от поцелуя Эрики, а позже Юри, Лилианы и других. Также Годо невозможно исцелить, если не «проникнуть» в его тело. Так главные героини «французским поцелуем» исцеляли смертельно раненного парня. По своей природе является пацифистом и был изначально категорически против сражений. Слаб в отношениях с противоположным полом, и одновременно постоянно попадет в глупые ситуации, за что вызывает гнев у девушек, особенно у младшей сестры.
Сэйю: Ёсицугу Мацуока
Эрика Бланделли (яп. エリカ・ブランデッリ Эрика Бурандэри) — член Медно-чёрного креста, сражающегося с богами-отступниками. Родом из Италии. Является профессиональным фехтовальщиком и также владеет магией. Во время боя может призывать свой меч Куоре ди Леоне (итал. Cuore di Leone — «сердце льва»), а с его помощью и самого царя зверей. Сначала нападает на Годо, но вскоре становится его союзником. После того, как Годо становится кампионом, решает служить ему в роли верного рыцаря, очень многое знает о богах и посредством поцелуя передаёт свои знания Годо. Объявила его своим любовником и будущем мужем. Очень дерзкая и самоуверенная, без колебаний совершает поступки, на которые с трудом пошли бы другие героини. Умеет искусно манипулировать людьми, в частности всё время ставит Годо в неловкое положение.
Сэйю: Ёко Хикаса
Юри Мария (яп. 万里谷 祐理 Мария Ю:ри) — старая подружка Годо. Она химэ-мико Мусасино, то есть принцесса-жрица из организации Мусасино, имеющей влияние на политику Японии и занимающейся защитой Японии от богов-еретиков. Несмотря на свой безобидный и скромный характер всё время отчитывает Годо за его развратный характер и отношение к девушкам, постоянно застукивая его в двусмысленных ситуациях. Способна предвидеть будущее. Позже понимает, что Годо готов бескорыстно жертвовать собой ради спасения друзей, и влюбляется в него. Является полной противоположностью Эрики и типичной ямато надэсико, идеальной японской женщиной. Значительно слабее, чем Эрика и Лилиана и быстро истощается, когда делится силой с Годо. Была когда то похищена другим кампионом — Сашей Вобаном в качестве жертвы, но выжила.
Сэйю: Кана Ханадзава
Лилиана Кранчар (яп. リリアナ・クラニチャール Ририана Куранитя:ру) — родом из Италии, старая подруга Юри. Член Бронзово-чёрного креста, главного конкурента Медно-чёрного креста. Была схвачена первым кампионом Сашей Вобаном в качестве жертвы вместе с Юри. Позже стала служить ему и сражаться против главных героев. Лилиана увлекается написанием романов о страстной любви и держит это в секрете от всех. Эрика узнаёт об этой тайне и во время битвы шантажирует Лилиану, уговаривая перейти на сторону Годо. Так Лилиана начинает сражаться вместе с главными героями. Она клянётся быть верным рыцарем Годо и позже влюбляется в него.
Сэйю: Эри Китамура
Эна Сэйсюин (яп. 青洲院 恵那 Сэйсю:ин Эна) — как и Юри, она мико, сильнейшая жрица в Японии, благословлённая самими Сусаноо. Она мудрая, однако импульсивная и склонна игнорировать проблемы. Ей не хватает опыта повседневной жизни, так как она всю жизнь обучалась в суровых условиях в горах. Может через свой меч принимать божественную сущность, однако, на короткое время, так как сила сильно истощает её тело. Категорически против Эрики и Лилианы, как претенденток на сердце Годо, так как считает, что за японского мужчину имеет право выходить только японская женщина. Поэтому изначально считала, что новой любовницей Годо должна стать именно Юри Мария. Позже (в манге) из-за поверхностных знаний о отношениях, пыталась соблазнить Годо, чтобы выйти замуж, но не понимала желание Годо развивать отношения медленно и постепенно, как это свойственно в современном обществе.
Сэйю: Юка Сайто
Афина (яп. アテナ Атэна) — богиня-еретик из греческой мифологии, также согласно манге является богиней-змеем. Когда-то потеряла часть силы и оказалась в облике школьницы. Холодная и жестокая, готова на всё, чтобы вернуть себе утраченную силу и без колебаний уничтожает неприятеля. После того, как потерпела поражение от Годо, изменила к нему отношение и стала помогать. Позже начинает питать тёплые чувства к Годо, а после временной потери памяти — влюбляется.
Сэйю: Юй Огура

## Манга
Манга-адаптация была иллюстрирована Дзиро Сакамото и начала выпускаться издательством Shueisha в октябрьском выпуске 2011 года журнала Super Dash & Go!.

## Аниме
Аниме-адаптация романа была создана режиссёром Кэйдзо Кусакавой на студии Diomedea и транслировалась в Японии с 6 июля по 28 сентября 2012 года. Сериал также был лицензирован компанией Sentai Filmworks для показа на территории США. Открывающую композицию к аниме «BRAVE BLADE!» исполняет Мэгу Сакурагава, а закрывающую композицию под названием «Raise» — Юй Огура.
По данным на октябрь-ноябрь 2012 года, сериал вошёл в список самых продаваемых сериалов в Японии, заняв 6 место с 1 048 проданных копий за неделю для DVD и 2 место на Blu-ray с 2 608 копий.

### Список серий
| #  | Название                                                                                     | Дата выхода                                    |
| -- | -------------------------------------------------------------------------------------------- | ---------------------------------------------- |
| 1  | История начинается «Хадзимари но моногатари» (はじまりの物語)                                | 6 июля 2012 года (предпоказ 29 июня 2012 года) |
| 2  | Один день из жизни бога «О:сама но иру фу:кэй» (王様のいる風景)                              | 13 июля 2012 года                              |
| 3  | От Афара, враг идёт «Эмпо: ёри тэки китару» (遠方より敵来たる)                               | 20 июля 2012 года                              |
| 4  | Мерзавка Афина «Мацуровану Атэна» (まつろわぬアテナ)                                         | 27 июля 2012 года                              |
| 5  | Неприятные дни «Ко:дзицу нарадзару хиби» (好日ならざる日々)                                  | 3 августа 2012 года                            |
| 6  | Короли утверждают «О:тати ва ханасиау» (王たちは話し合う)                                    | 10 августа 2012 года                           |
| 7  | Ветер, дождь, волк «Кадзэ ё, амэ ё, о:ками ё» (風よ、雨よ、狼よ)                             | 17 августа 2012 года                           |
| 8  | Герой прибыл «Эйю: суйдзан» (英雄推参)                                                       | 24 августа 2012 года                           |
| 9  | Потерянные короли «Юкуэ фумэй но о:-сама тати» (行方不明の王様たち)                          | 31 августа 2012 года                           |
| 10 | Бушующий король демонов, герой Солнца «Арабуру мао:, тайё: но ю:ся» (荒ぶる魔王、太陽の勇者) | 7 сентября 2012 года                           |
| 11 | Девушка-принцесса с длинным мечом «Тати но химэмико» (太刀の媛巫女)                          | 14 сентября 2012 года                          |
| 12 | Меч Ама но Муракумо «Ама но Муракумо цуруги» (天叢雲劍)                                      | 21 сентября 2012 года                          |
| 13 | Сказ об убийце богов «Камигороси но моногатари» (神殺しの物語)                               | 28 сентября 2012 года                          |